# 弘和薬品
弘和薬品株式会社（こうわやくひん）は、徳島県徳島市川内町に本社を置いていた医療用医薬品、動物用医薬品、一般医薬品、検査試薬、医療機器・用具等の卸販売する企業。
現在はアルフレッサグループの一社「四国アルフレッサ」である。       

## 沿革
- 1916年（大正5年）- セトヤ薬局を徳島県通町1丁目に設立。
- 1933年（昭和8年）- 香川県の岡内勧弘堂が徳島県美馬郡や三好郡へ進出。
- 1934年（昭和9年）- 香川県の岡内勧弘堂が板野郡へ進出。
- 1935年（昭和10年）- 香川県の岡内勧弘堂が徳島県へ進出。
- 1958年（昭和33年）1月 - 西国薬品工業株式会社を資本金80万円で設立。
- 1959年（昭和34年）7月 - 西国薬品工業を吸収合併し、セトヤ薬品株式会社に商号変更。
- 1967年（昭和42年）- 本社を万代町へ移転。
- 1968年（昭和43年）- 香川県の岡内勧弘堂徳島支店が株式会社竹重観弘堂の業務を引き継ぎ、勧弘堂薬品株式会社を設立。
- 1971年（昭和46年）4月 - セトヤ薬品と勧弘堂薬品が合併し、弘和薬品株式会社を設立。
- 2003年（平成15年）10月 - ダイワ薬品株式会社、アスティス株式会社および株式会社コバショウの4社の薬粧部門を合併し、株式会社青瑛を設立。
- 2005年（平成17年）
  - 4月1日 - 岡内勧弘堂・ダイワ薬品とともに、株式交換によりアルフレッサ ホールディングスの完全子会社となる。
  - 10月1日 - 岡内勧弘堂・ダイワ薬品と合併し、四国アルフレッサ株式会社発足。

## 大株主
- 和田やよい（24.68％）
- 岡内弘三（19.43％）
- 三共（10.79％）
- 藤沢薬品（10.79％）
- エーザイ（10.79％）
- 竹重武二（6.47％）

## 主な取引メーカー
- 三共
- 藤沢薬品
- エーザイ
- 明治製菓
- 中外製薬
- ミドリ十字
- ヘキスト
- 小野薬品
- ブリストル・マイヤーズ スクイブ
- フナイ
- 興和新薬
- 日本ケミファ
- 久光製薬
- ニプロ
- 日本シエーリング
- 第一製薬
- 日本チバガイギー

## 営業所
徳島県
- 徳島市
- 三好郡
- 海部郡